# 人民学校
| ウィキペディアには「人民学校」という見出しの百科事典記事はありません（タイトルに「人民学校」を含むページの一覧/「人民学校」で始まるページの一覧）。 代わりにウィクショナリーのページ「人民学校」が役に立つかもしれません。 |